# Tomàs I de Constantinoble
Tomàs I de Constantinoble (en llatí: Thomas I, en grec antic: Θωμάς Α'). va ser patriarca de Constantinoble de l'any 607 al 610.
Després de la mort de Ciríac II, segons el Chronicon Paschale «el 23 de gener de l'any 607 va ser elegit patriarca el jove Tomàs, un diaca de Santa Sofia, i guardià dels segells del patriarca». Teòfanes el Confessor diu que va ser consagrat l'11 d'octubre.
Va morir pel mes de març de l'any 610. Va ser considerat sant per l'Església Ortodoxa, que el celebra el dia 21 de març.